# Komentarz do Midrasza Raba Księgi Pięciu Zwojów
Komentarz do Midrasza Raba Księgi Pięciu Zwojów (hebr. Perush le-midrash hamesh megil[ot] raba) – najstarsza książka żydowska wydana w oficynie Icchaka ben Aarona w Krakowie w 1569.
Pierwsza drukarnia ksiąg w języku hebrajskim powstała w Krakowie w 1534, jednak był bojkotowana przez Żydów, gdyż jej założyciele, bracia Heliczowie (Haliczowie) przeszli na chrześcijaństwo. W 1568 roku Icchak ben Aaron z Prościejowa na Morawach uzyskał od Zygmunta Augusta przywilej na wyłączność druku ksiąg żydowskich w Krakowie i okolicach. W 1569 wydał pierwszą książkę, zawierająca komentarz Naftalego Hirca ben Menachema ze Lwowa do midrasza do pięciu megilot: Pieśni nad Pieśniami, Księgi Rut, Lamentacji Jeremiasza, Księgi Koheleta i Księgi Estery.
Biblioteka Narodowa zakupiła egzemplarz książki w 1971 od Władysława Chrapusty. Od 2024 książka jest prezentowana na wystawie stałej w Pałacu Rzeczypospolitej.
Książka składa się z 34 kart formatu quatro. Na stronie tytułowej widnieje sygnet wydawniczy z jeleniem (symbol umiłowania Tory) i symbolem rodu Naftalego. 